# Kataja
Kataja is een Zweeds eiland behorend tot de Haparanda-archipel. Het eiland ligt 15 kilometer ten zuiden van de plaats Haparanda. Het eiland heeft geen oeververbinding en is onbebouwd. Het is het meest oostelijk gelegen eiland van Zweden.
Kataja is een eiland dat toebehoort aan twee landen: Zweden en Finland. In 1809 toen het verdrag gesloten werd waarbij Zweden Finland moest afstaan aan Rusland, bestond het huidige Kataja uit twee eilandjes; het grote Zweedse Kataja en het kleine Fins/Russische Inakari in het zuidoosten. De grens werd tussen de eilanden gelegd. Door de postglaciale opheffing van het noorden van de Botnische Golf groeiden de eilanden aan elkaar en zo kwam de grens op het land te liggen. Twee grensstenen liggen nog op het eiland. Wellicht is de grens in de jaren 0 van de 21e eeuw verlegd bij een nieuw Zweeds-Fins verdrag over die grens. Op Zweedse internetkaarten wordt het eiland maar voor een deel afgebeeld. De zuidkust van Kataja behoort tot de milieucorridor Natura 2000.